# Erich Port
Erich Port (* 11. Dezember 1891 in Kleinreinsdorf; † 13. Mai 1964 in  Zwickau) war ein deutscher Politiker (ThLB). Er war Staatsrat für das Fürstenhaus Reuß in der Landesregierung des Freistaates Thüringen.  

## Leben
Port, Sohn eines Landwirts und Gutsbesitzers, war später selbst Landwirt in Kleinreinsdorf. Er war Mitglied des Thüringer Landbundes (ThLB). Vom 20. Juni 1920 bis zum 30. Juli 1921 gehörte er als Abgeordneter dem Thüringer Landtag an. Am 21. Februar 1924 wurde er zum Staatsrat für Reuß ernannt. Dieses Amt hatte er bis zu seinem Rücktritt am 21. April 1931 
wegen seines beabsichtigten Umzuges nach Sachsen inne. Nach Konkurs seines Landwirtschaftsbetriebes 1933 zog er sich aus der Politik und übersiedelte nach Weißbach bei Zwickau. Dort war er zeitweise als Vertreter einer Seifenfirma tätig.